# ユゼフ・メホフェル
ユゼフ・メホフェル (Józef Mehoffer, 1869年3月19日 – 1946年7月8日) は、ポーランドの画家、装飾作家。ヤング・ポーランド運動を牽引した作家であり、当時最も尊敬を集めたポーランド人画家の一人である。

## 私生活

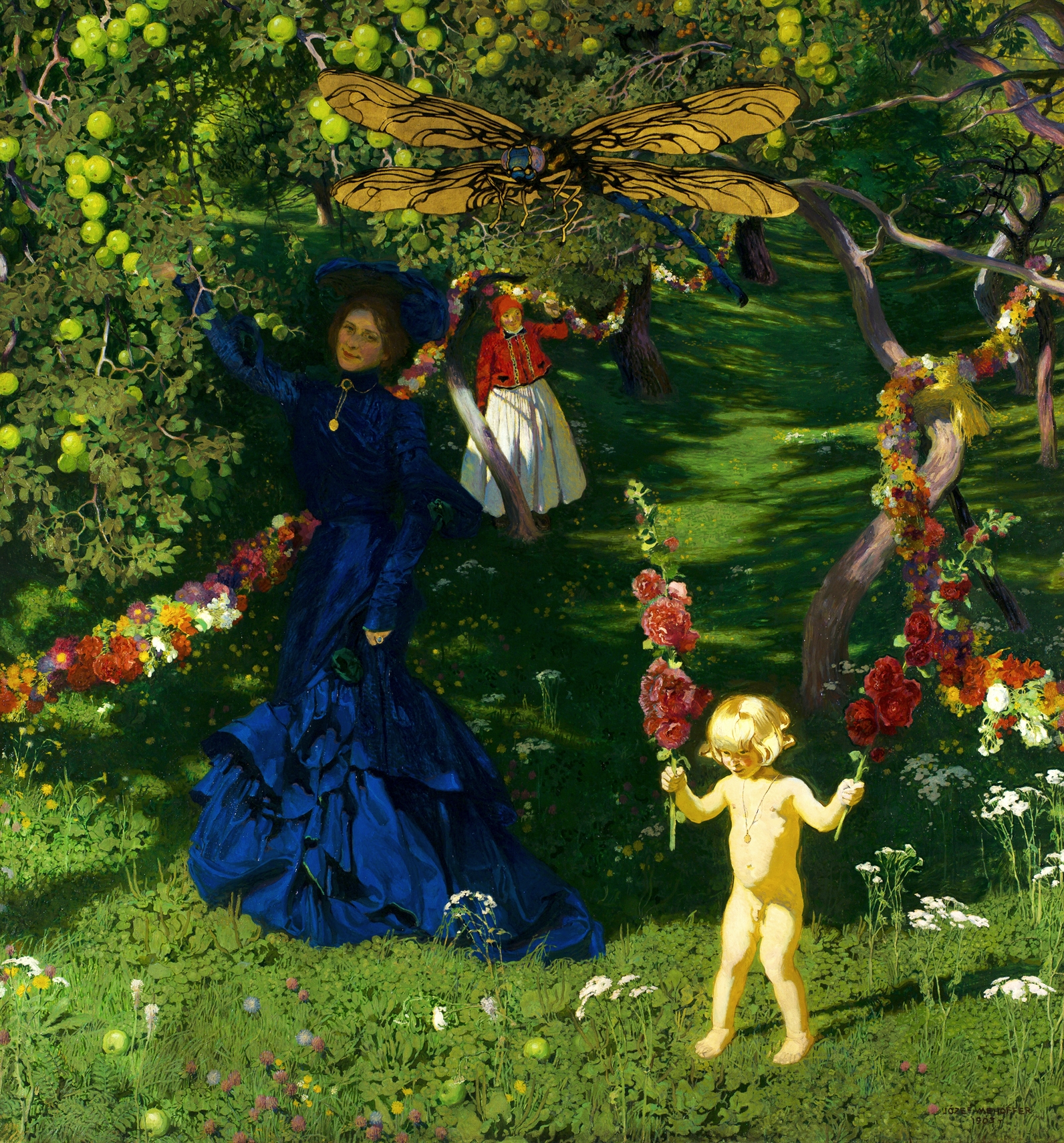
“Dziwny ogród” ジヴヌィ・オグロート (Strange Garden, 奇妙な庭)1903年、ワルシャワ国立美術館蔵

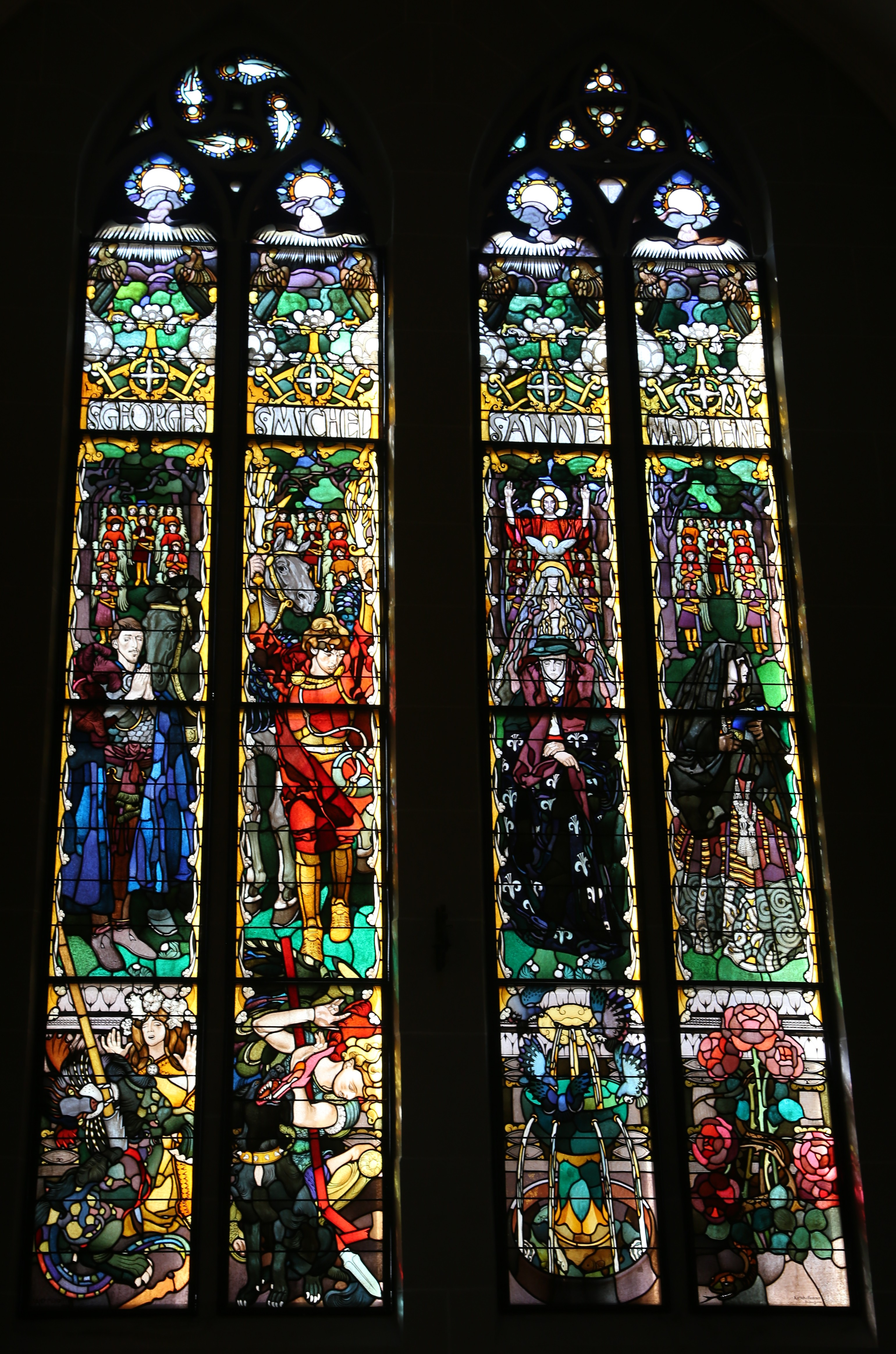
聖ニコラ大聖堂のステンドグラス

1869年、メホフェルはポーランド南東部、ポトカルパチェ県のロプツィツェのオーストリアをルーツに持つ家系に生まれた。彼の父ヴィルヘルム (Wilhelm) は国家裁判所の弁護士であった。
メホフェルはヤドヴィガ・ヤナコフスカ (Jadwiga Janakowska) と結婚し、息子ズビグニェフ (Zbigniew、1900年 – 1985年)をもうけた。1946年7月8日、ポーランド中南部、マウォポルスカ県のヴァドヴィツェにて結核のため亡くなり、クラクフのラコヴィツキ墓地に埋葬された。
彼の死後、その功績を偲んでクルプニツァ通り26番地に “クラクフ・ユゼフ・メホフェル美術館”  が設立された。

## 作家活動
メホフェルはクラクフ美術学校にてウワディスワフ・ウシュチキェヴィチ (Władysław Łuszczkiewicz) に師事し、のちにウィーン美術アカデミー 、パリのアカデミー・コラロッシ  などで絵画を学んだ。その他にも、ステンドグラス、テキスタイル、木炭画、銅版画、リトグラフなど、その表現の幅を広げて活動。また、劇場の舞台設計、家具設計なども手掛けている。
また、彼の作家活動のうち重きを占めたのはグラフィックデザインである。アール・ヌーヴォー装飾職人として認められた彼は、本の装丁やオーナメント (装飾品) 、ヴィネット (書籍の飾り挿絵) 、装飾文字、飾り罫、またポスターやロゴ、銀行券のデザインなども手掛けた。
絵画では肖像画を得意とし、自画像および歴史上の人物や衣装に重点を置いた人物画、そして舞踏に焦点を当てた9つの連作を描いた。
メホフェルは、ポーランドの作家協会である “シュトゥカ” (Sztuka) の創設者の一人でもある。カスペル・ポホファルスキ、エルヴィン・チェルヴェンカ、ズジスワフ・アイフレル、ルドヴィク・コナジェフスキ、ヘンリク・ポリフト、アダム・ブンシュ、ヤン・マルチン・シャンセルらが彼の学徒であった。

また、メホフェルの作品はポーランド国内外の教会でも目にすることができる。スイスのフリブールに位置するゴシック様式の聖ニコラ大聖堂  に収められたステンドグラス作品 (1895年 – 1936年制作) により、彼はその国際的評価を確固たるものとした。
以下は、その他のステンドグラス作品の一部である。
- 1892年　バリツェ（ウクライナ語版）のラジウィウ教会 [注釈 5]
- 1901年　オパヴァのグラウェル礼拝堂 [注釈 6]
- 1902年　ユトロシン聖エリザベス教会（ポーランド語版） [注釈 7]
- 1904年　ヴァヴェルの聖十字礼拝堂（ポーランド語版） [注釈 8]
- 1906年　ゴウフフの納骨堂 [注釈 9]
- 1910年　ウィーンのオーゲルマイスター礼拝堂 [注釈 10]
- 1935年 – 40年　ヴウォツワヴェク大聖堂（英語版） [注釈 11]
- 1940年　プシェムィシル大聖堂（英語版） [注釈 12]
- 1943年　クラクフ、デンブニキ（英語版）区の教会

メホフェル作のステンドグラスを擁するトゥレク・イエス聖心教会  (ヴィエルコポルスカ県中東部) には、同じく彼の描いた壁画が収められている。

メホフェルはそのキャリアを通し、本の装丁、装飾やポスターの制作など多種多様な表現媒体の模索を続けた。また、その斬新な多様さに反して、中世美術を彷彿とさせる古典的なフレスコ画でも知られている。スタニスワフ・ヴィスピャンスキ (Stanisław Wyspiański) 、ヤン・マテイコ (Jan Matejko) とは多くの共同制作を行った。

## ギャラリー

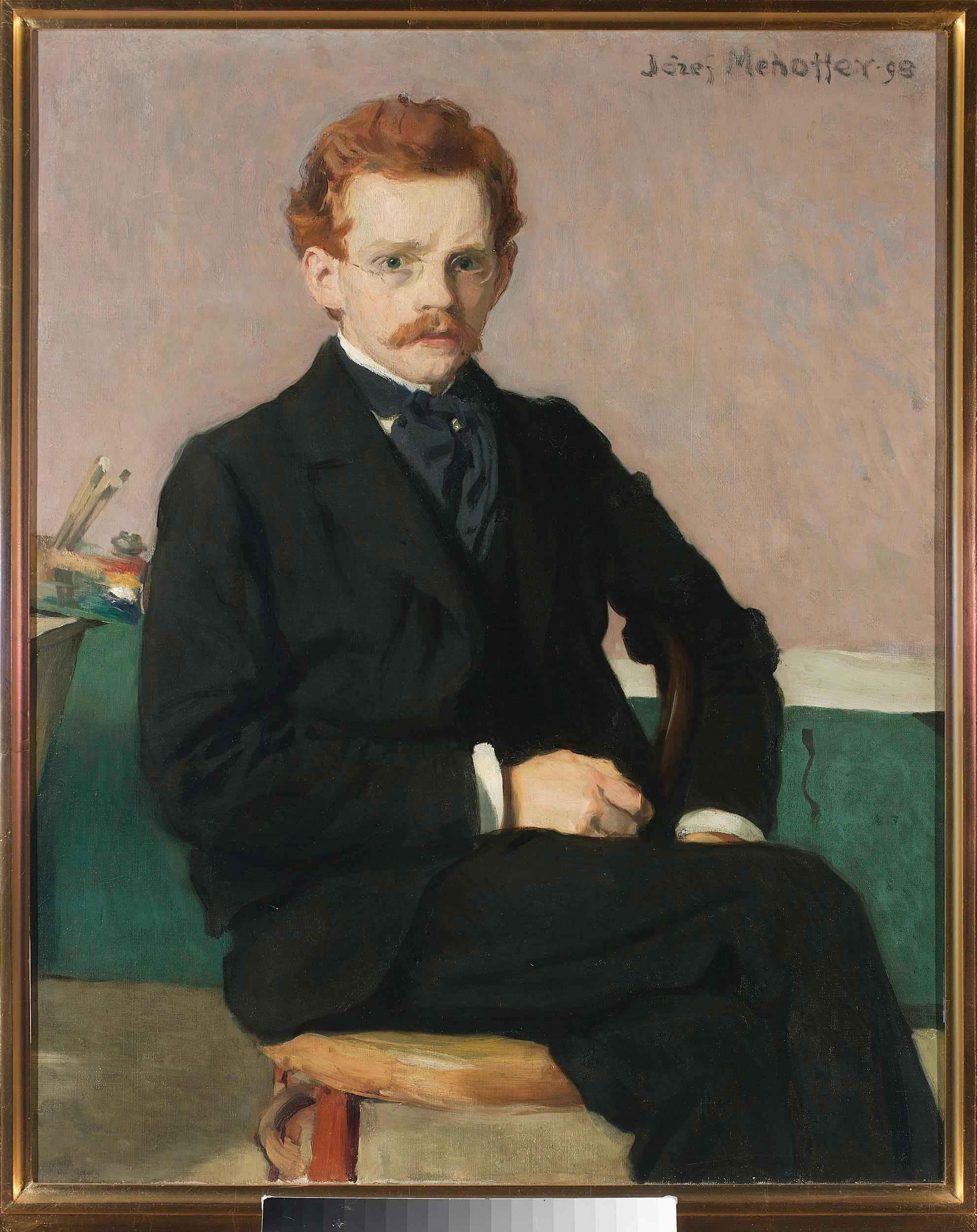
“自画像” カンバスに油彩、1898年、ワルシャワ国立美術館蔵
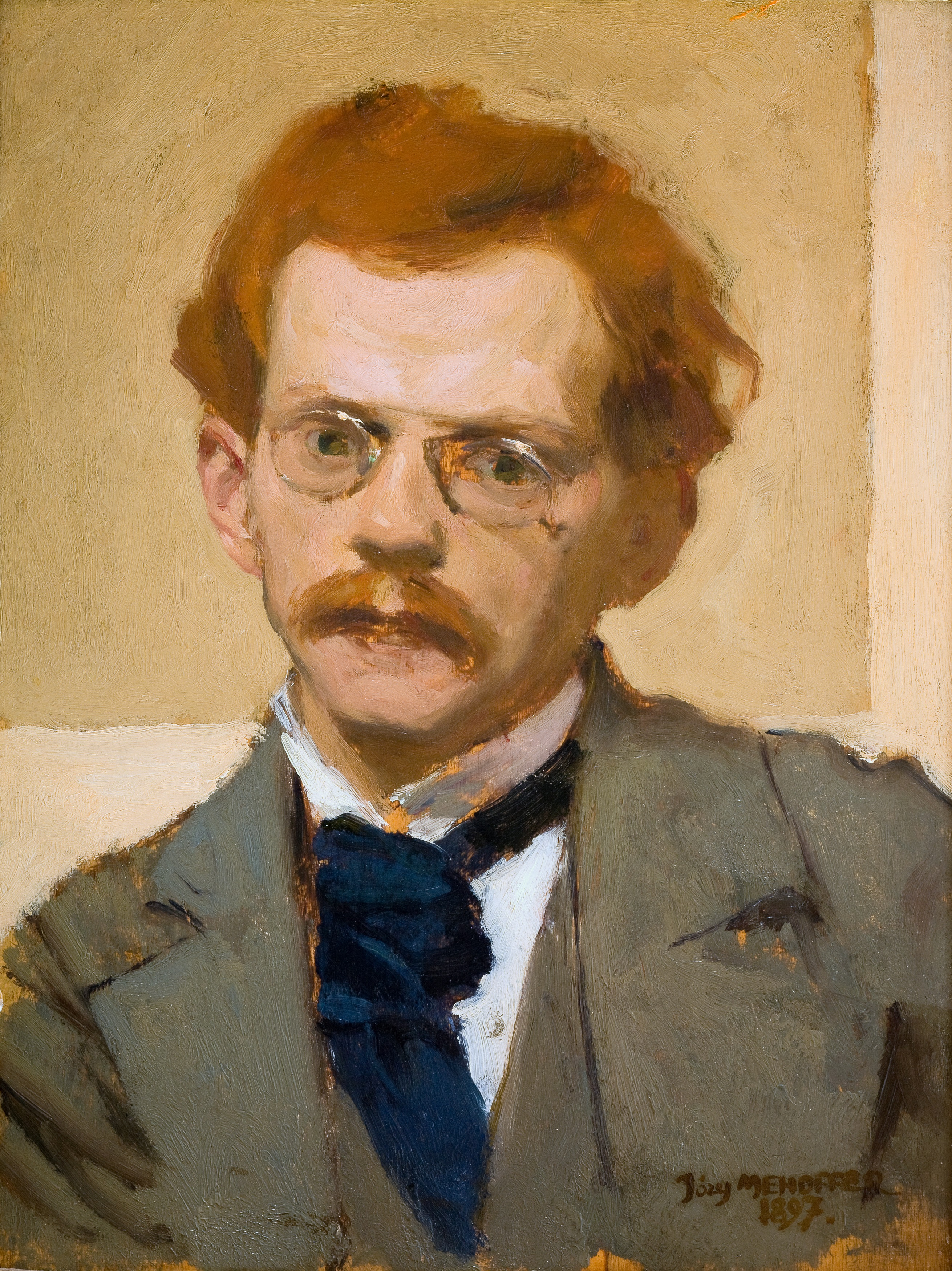
“自画像” カンバスに油彩、1897年、ワルシャワ国立美術館蔵
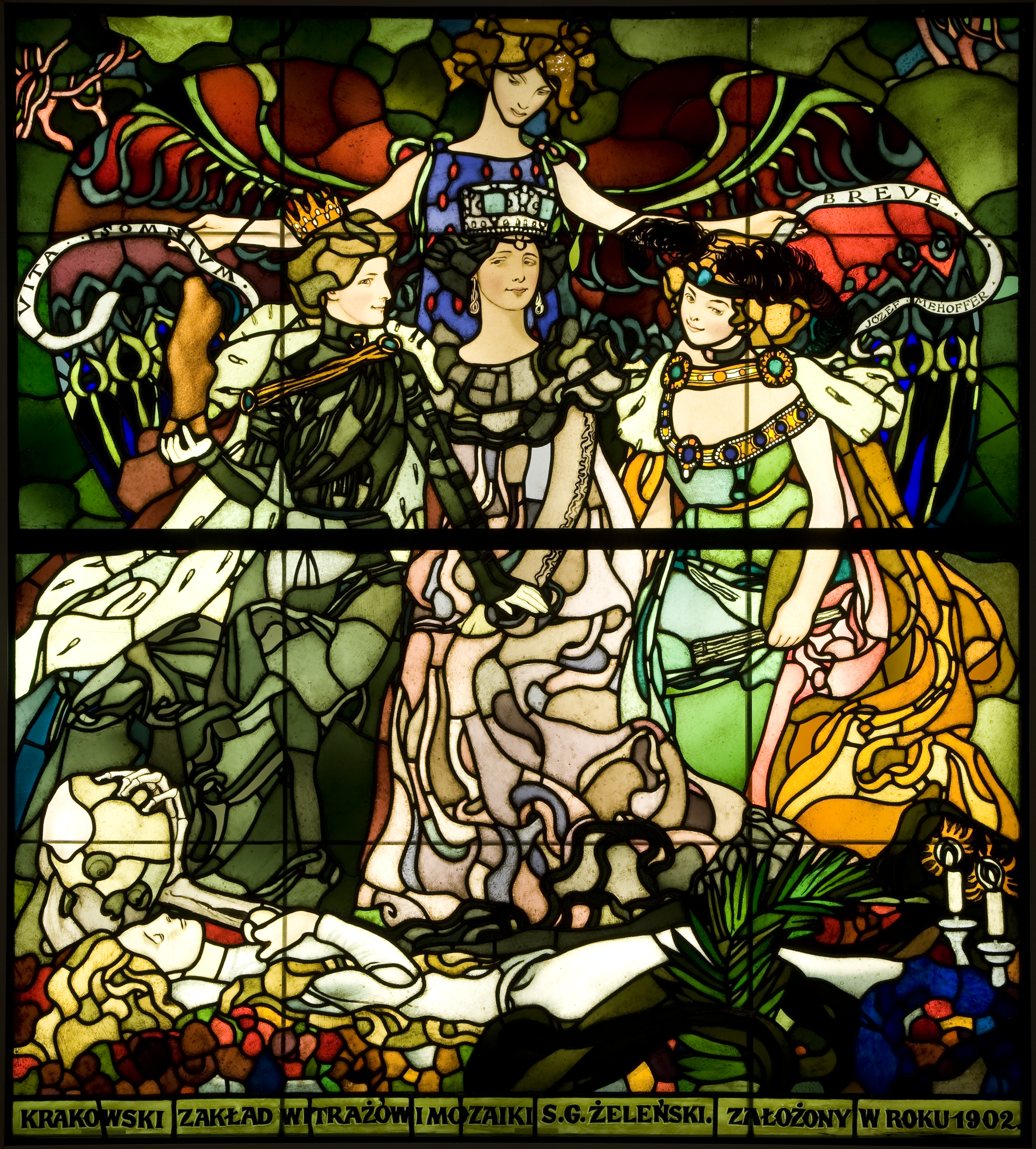
“Witraż Vita somnium breve” ヴィトラーシュ、ヴィタ・ソニュム・ブレーヴェ  (人の世ははかなき夢) 1895年、クラクフ国立美術館蔵
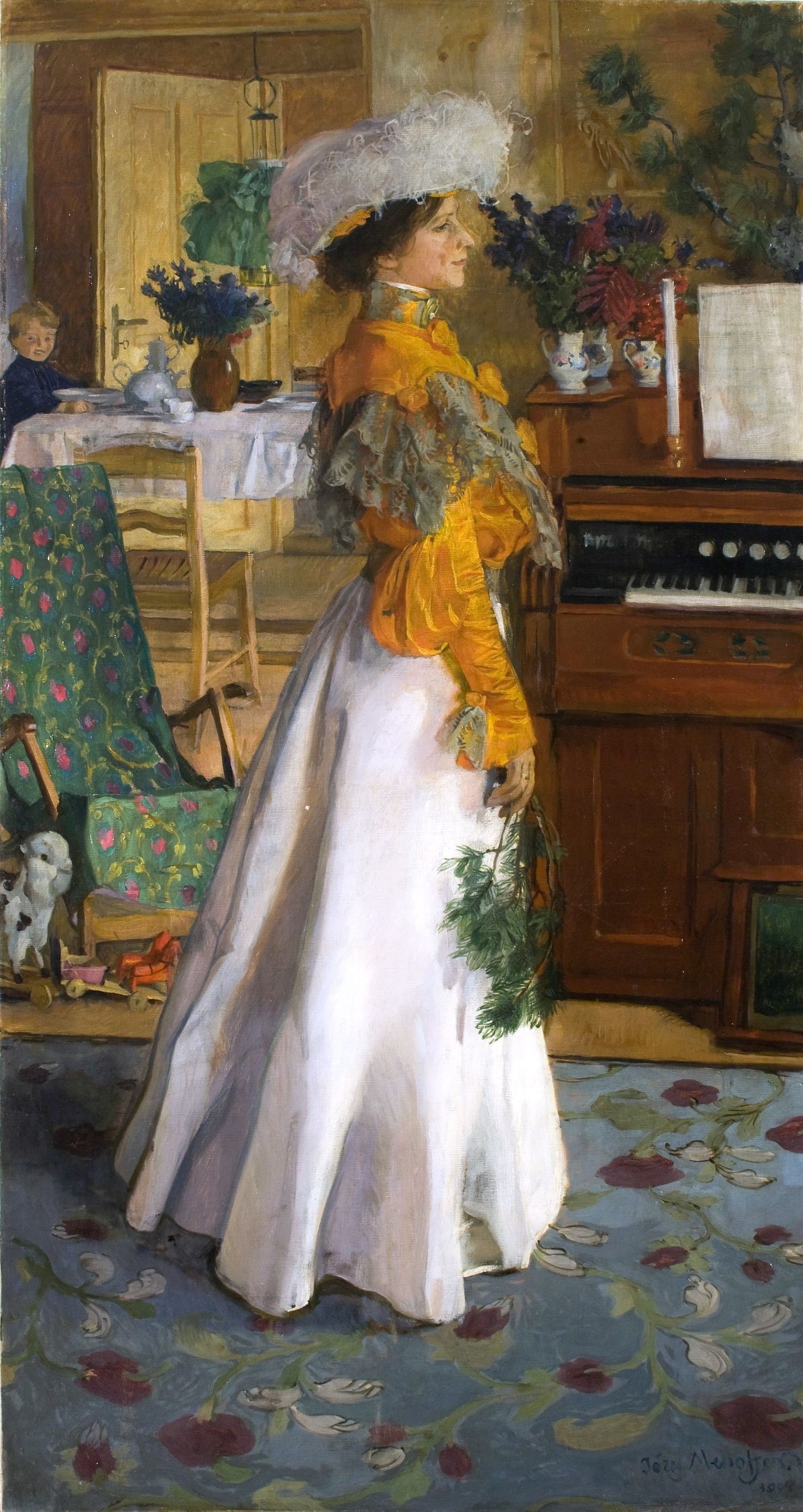
“Portret żony (Na letnim mieszkaniu)” ポルトレット・ジョヌィ、ナ・レトニム・ミェシュカニゥ (婦人の肖像) カンバスに油彩、1904年、クラクフ国立美術館蔵
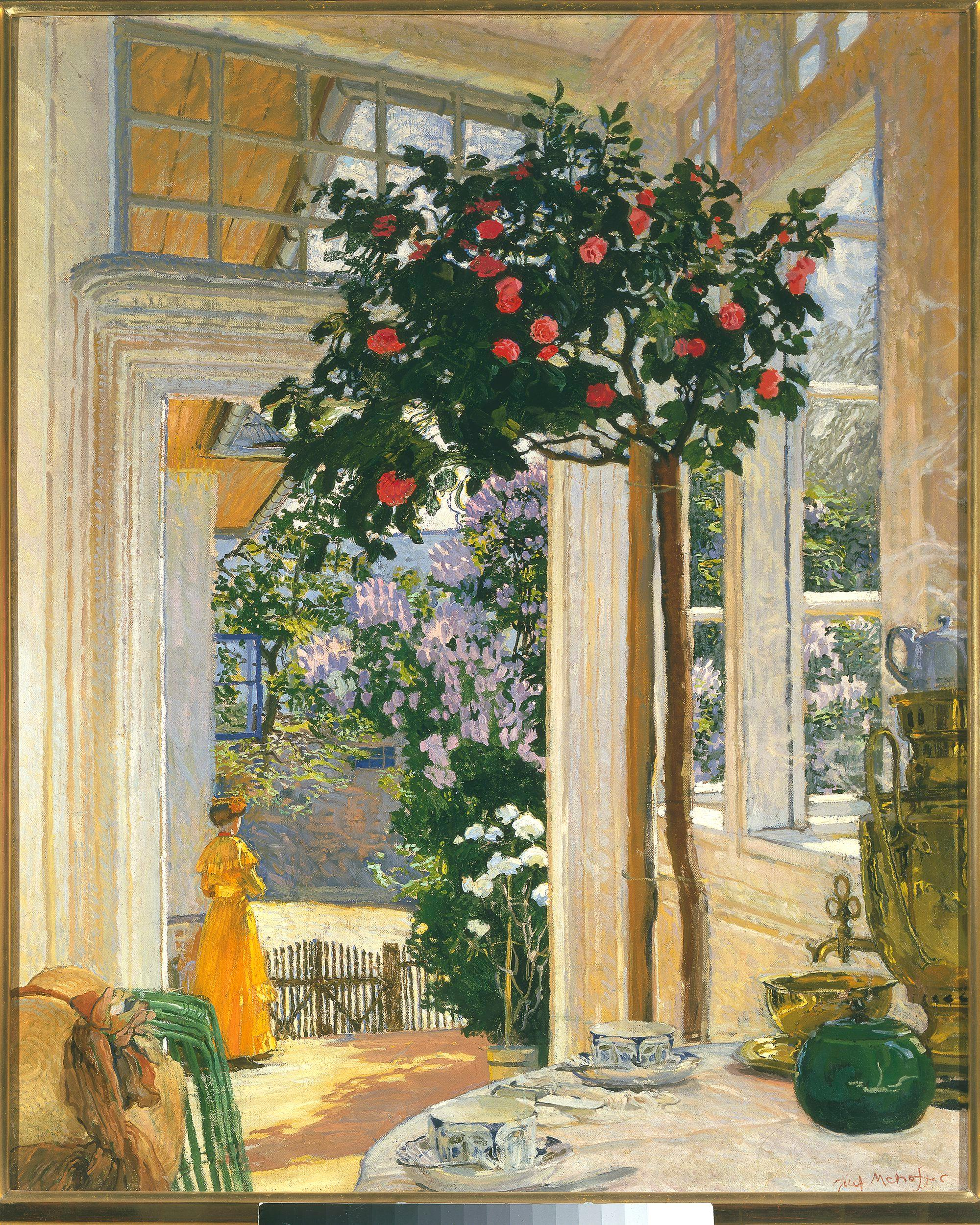
“Słońce majowe” スウォンツェ・マヨヴァ (五月の太陽) カンバスに油彩、1911年、ワルシャワ国立美術館蔵
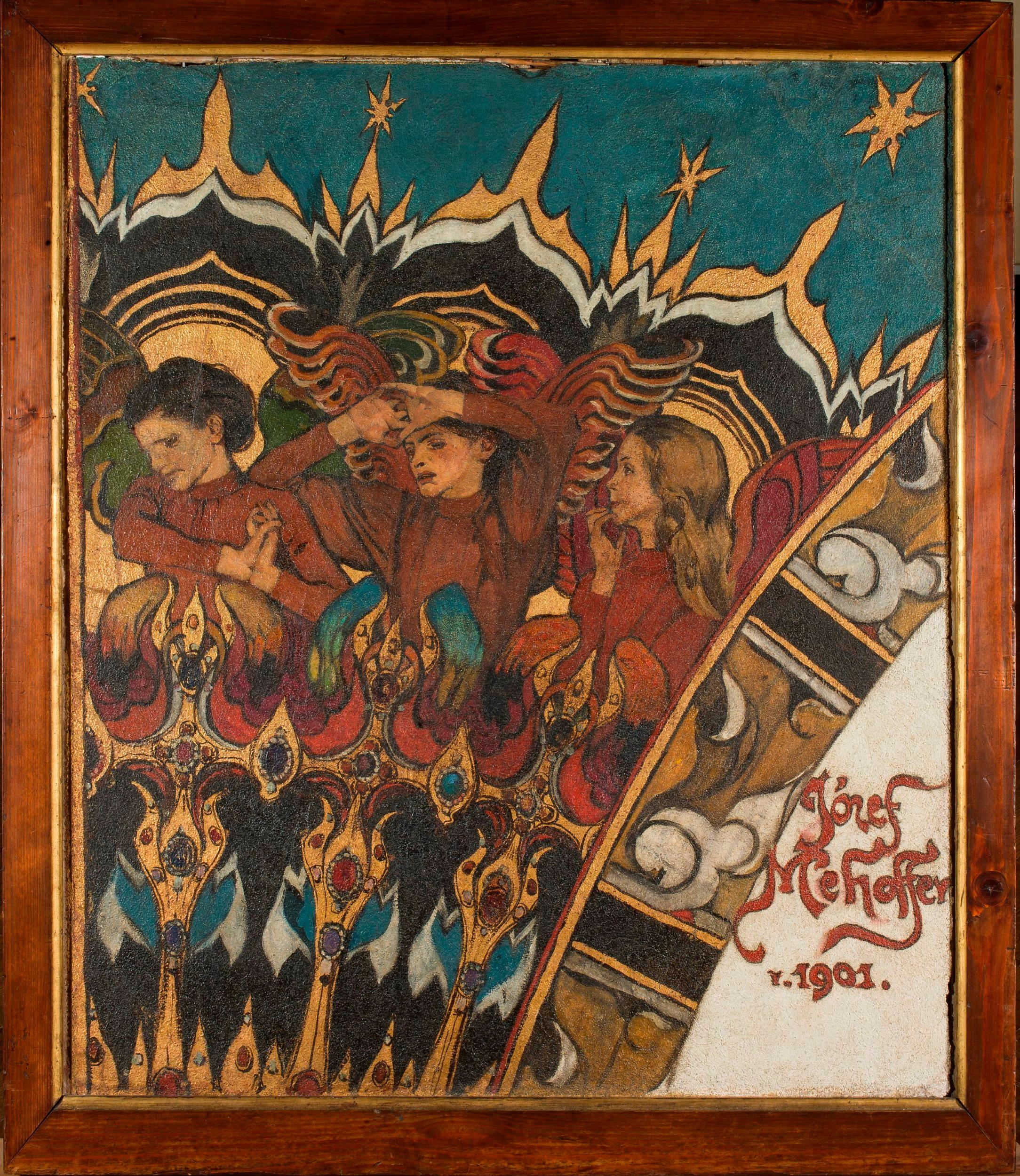
“Trzej aniołowie” ツシェイ・アニョウォヴィエ (三人の天使) 板にテンペラ、1901年、ワルシャワ国立美術館蔵

## 代表作

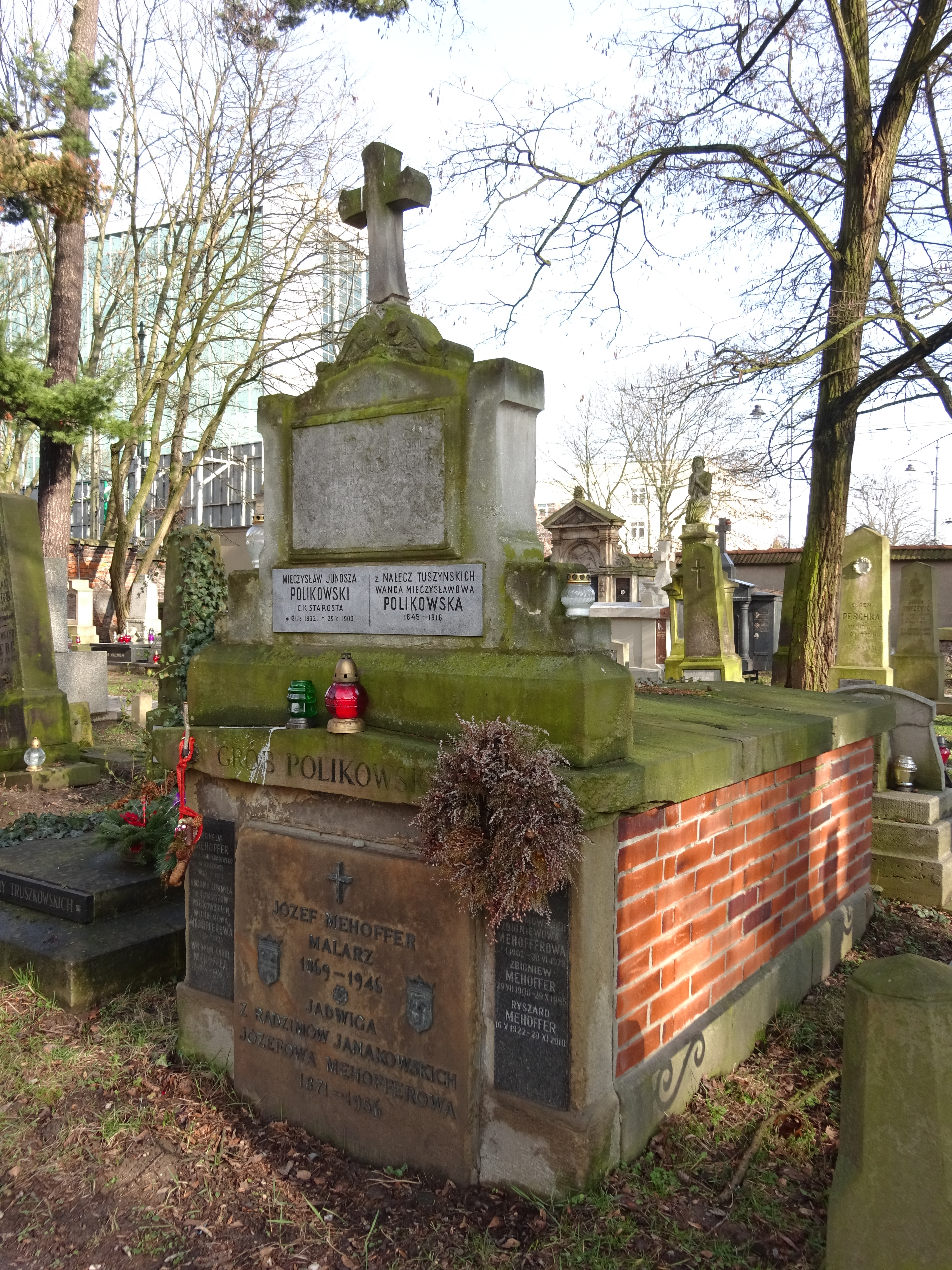
クラクフ・ラコヴィツキ墓地にあるユゼフ・メホフェルの墓

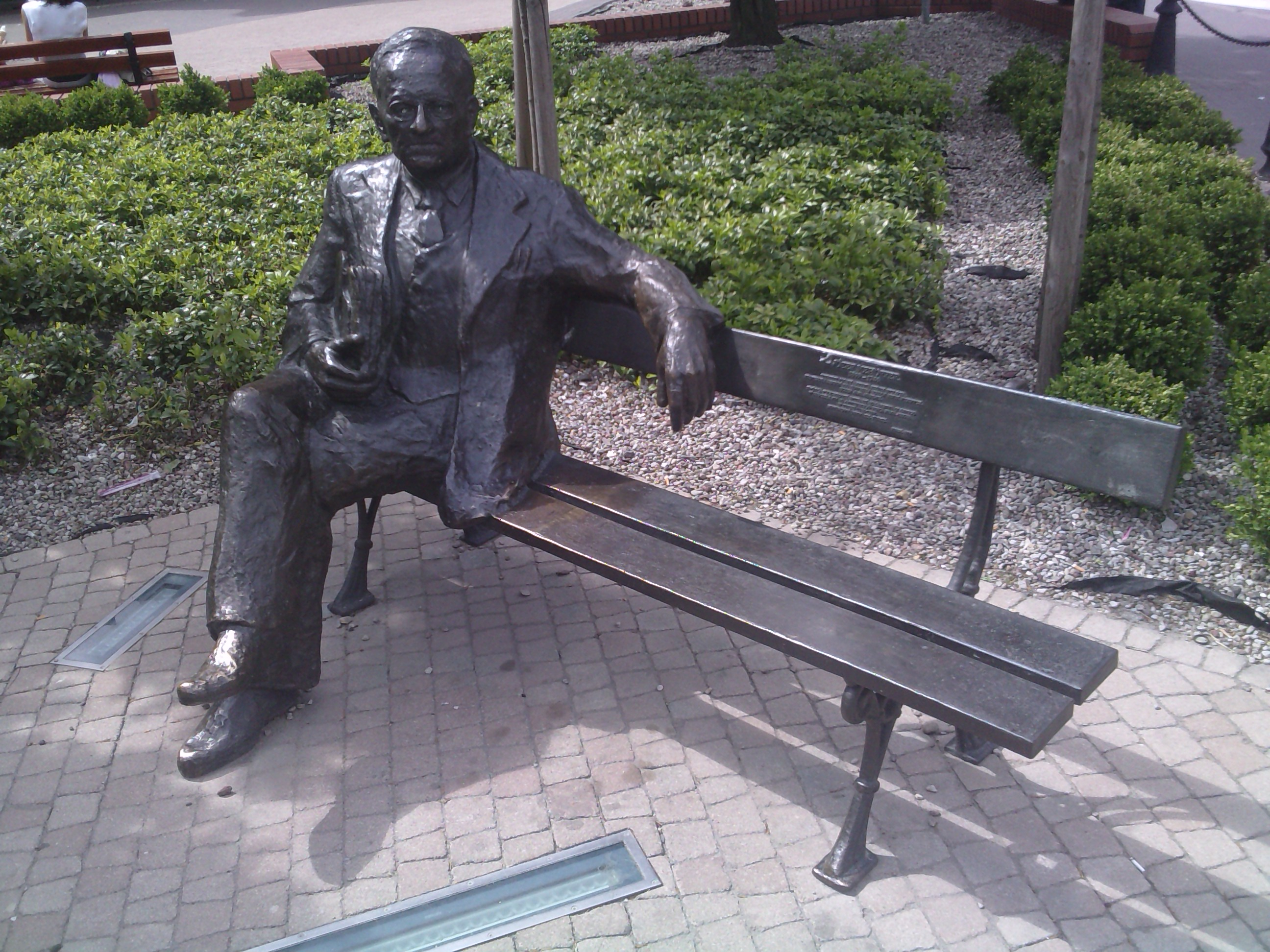
トゥレクにあるメホフェルの像

- ヤン・マテイコによるクラクフ聖マリア昇天教会 [注釈 14] の彩色 (ポリクローム（英語版）) の共同制作 (スタニスワフ・ヴィスピャンスキと共に)
- ヴァヴェル城宝物庫 [注釈 15] の彩色 (ポリクローム) (ヤン・タラガ（ポーランド語版）と共に)
- リヴィウ・アルメニア教会（英語版）の天蓋の彩色 (ポリクローム)
- リヴィウ・ラテン大聖堂 (リヴィウ昇天大聖堂バシリカ（英語版）) のステンドグラス・デザイン
- トゥレク（英語版）のイエス聖心教会の彩色 (ポリクローム) とステンドグラス・デザイン
- ジラルドゥフ慰めの聖母カトリック教会（ポーランド語版）のステンドグラス・デザイン
- ヴァヴェル大聖堂など、教会のステンドグラス・デザイン多数。スイス、フリブール聖ニコラ大聖堂のステンドグラス・デザインのコンペティション選出
- シュピタルナ通り（ポーランド語版） 13-15番地、クラクフ市貯蓄銀行（ポーランド語版） [注釈 16] のステンドグラス・デザイン
- 100ズウォティ紙幣デザイン (1932年 – )
- 絵画作品 :
  - Plac Pigalle w Paryżu (パリのピガール広場) 、1894年、ポズナン国立美術館（英語版）
  - Wisła pod Niepołomicami、1894年、クラクフ美術家協会（英語版）
  - Autoportret (自画像) 、1897年、クラクフ国立博物館
  - Rynek krakowski (クラクフ市場) 、1903年、クラクフ国立博物館
  - Dziwny ogród (奇妙な庭) 、1903年、ワルシャワ国立美術館
  - Portret żony artysty (芸術家の妻の肖像) 、1904年、クラクフ国立博物館
  - Meduza (メデューサ) 、1904年、クラクフ歴史博物館（英語版）、クラクフ・ヒポリト館（ポーランド語版）
  - Portret żony artysty z pegazem (芸術家の妻とペガサスの肖像) 、1913年、ウッチ美術館（英語版）
  - Czerwona parasolka (赤い傘) 、1917年、クラクフ国立博物館 [1]

## 主な受賞歴
- 1937年、ポーランド復興勲章 二等 (星付きコマンドルスキ十字勲章) [注釈 17] 芸術分野とポーランドの海外へ対する訴求力向上においての目覚ましい貢献に対して
- 1923年5月2日、ポーランド復興勲章 三等 (コマンドルスキ十字勲章) [注釈 18] [2]
- 1935年、ポーランド文学アカデミー（ポーランド語版） ゴールデンローレル章（ポーランド語版） [注釈 19] [3]